# カップ (タロット)

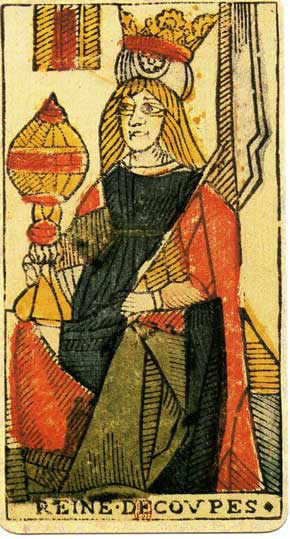
カップのクイーン（マルセイユ版）。クイーンの杯は特殊な形をしている。

カップ（cups）は、タロットの小アルカナにおける四大スートの一つで、聖杯を象っている。チャリス（Chalices）ともいう。
トランプのハートに相当し、四大元素の水を司る。

## カードの種類と意味
アーサー・エドワード・ウェイトのタロット図解において解説されている意味は以下の通りである。

### ピップ（数字札）
カップのエース
「カップの1」とも。喜び、満足。
カップの2
愛、友情、一致。
カップの3
豊か、幸福、成就、治癒。
カップの4
倦怠、飽食、混ぜ合わされた快楽。
カップの5
損失、期待したほどではない遺産。
カップの6
過去を振り返る、幸福、楽しみ。
カップの7
幻想、ある程度の成功（ただし永続的なものではない）。
カップの8
成功の放棄、謙遜、現実逃避。
カップの9
物質的安寧、満足。
カップの10
満足、人間愛と友情の完全さ、幸福な家庭。

### コート（人物札）
カップのペイジ
勉強熱心な若者、熟考。
カップのナイト
到着、発展、提案、鼓舞。
カップのクイーン
善良で公正な女性、幸福、叡智。
カップのキング
公正な男性、創造的知性。

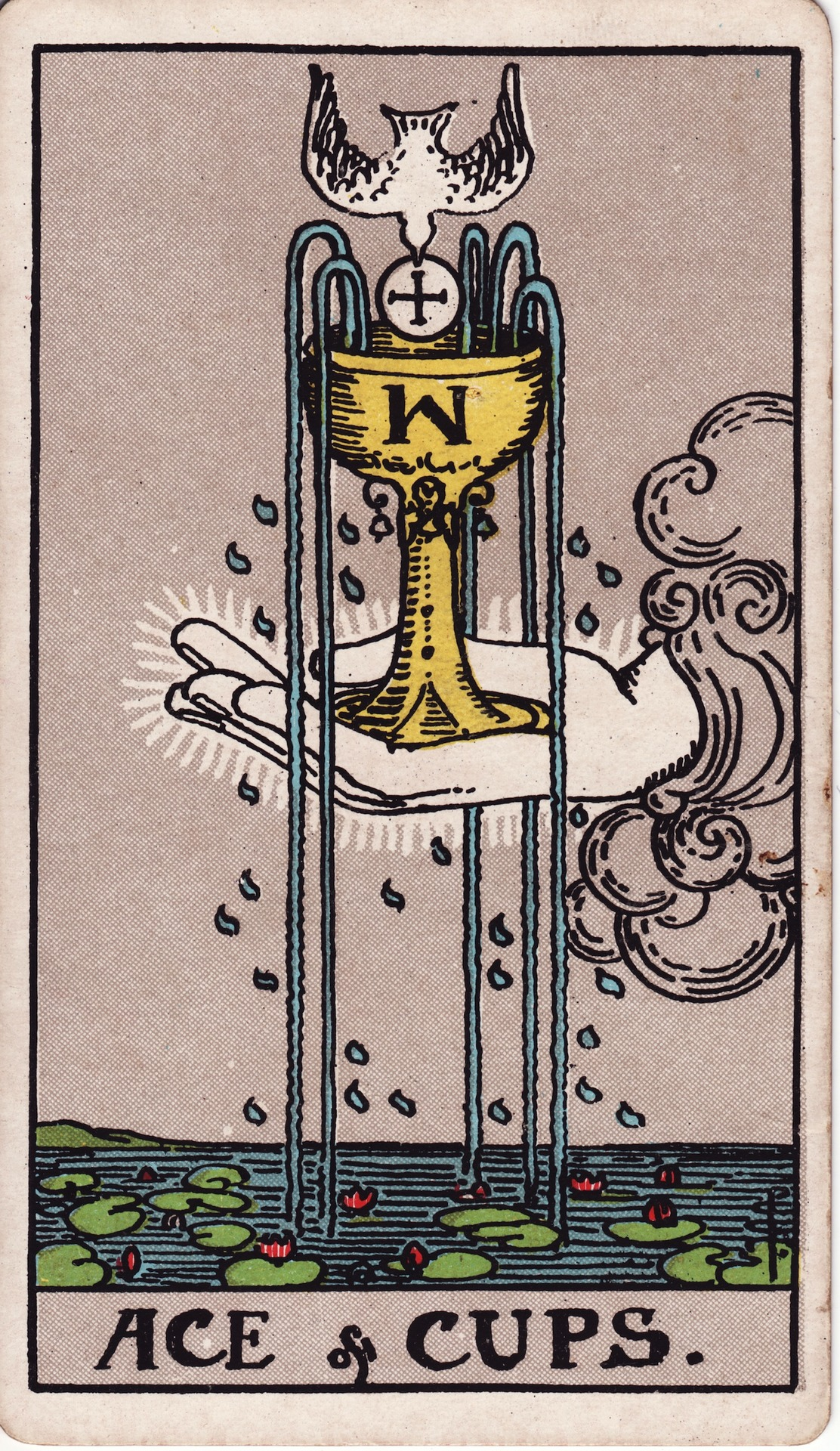
エース
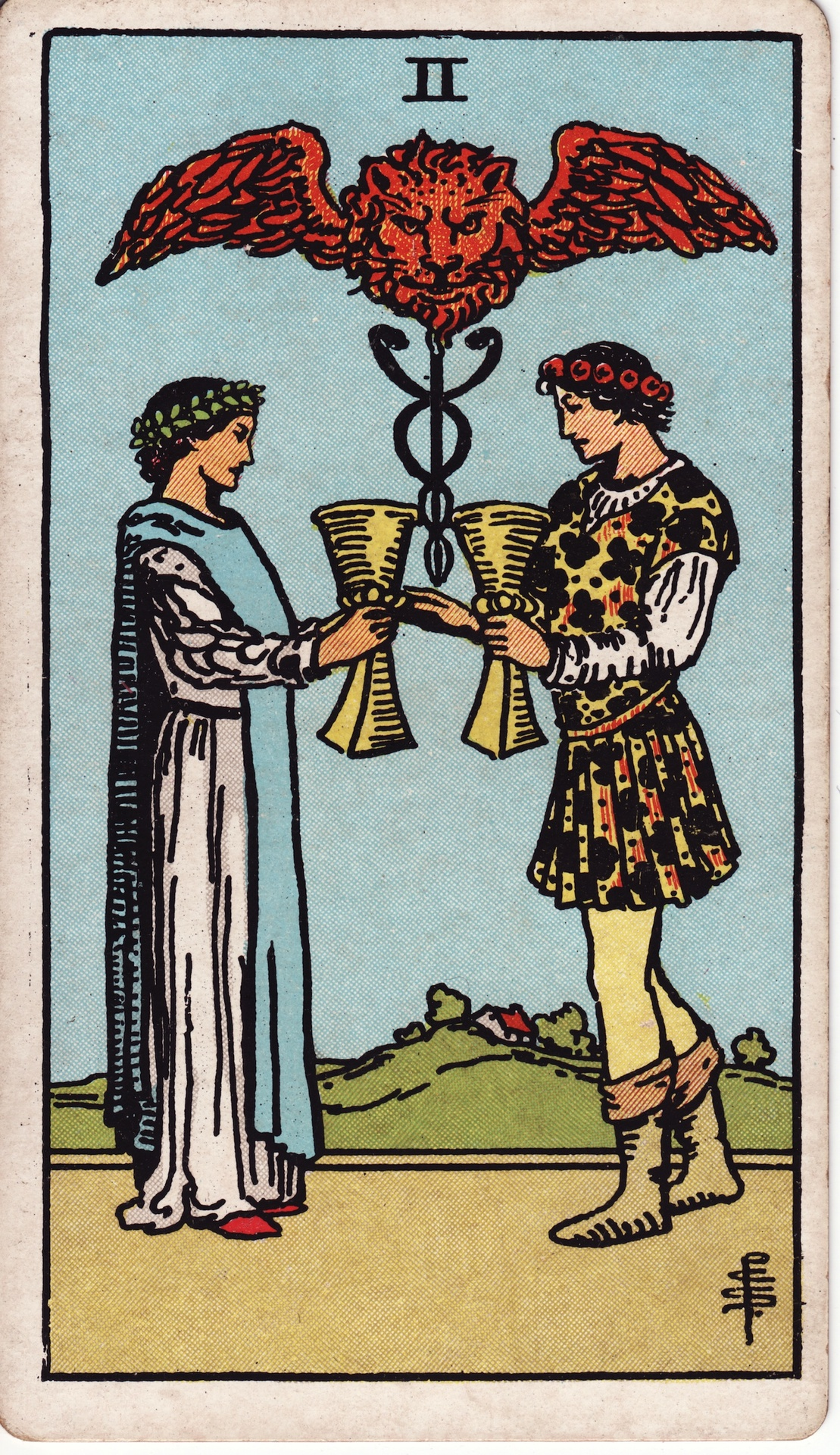
2
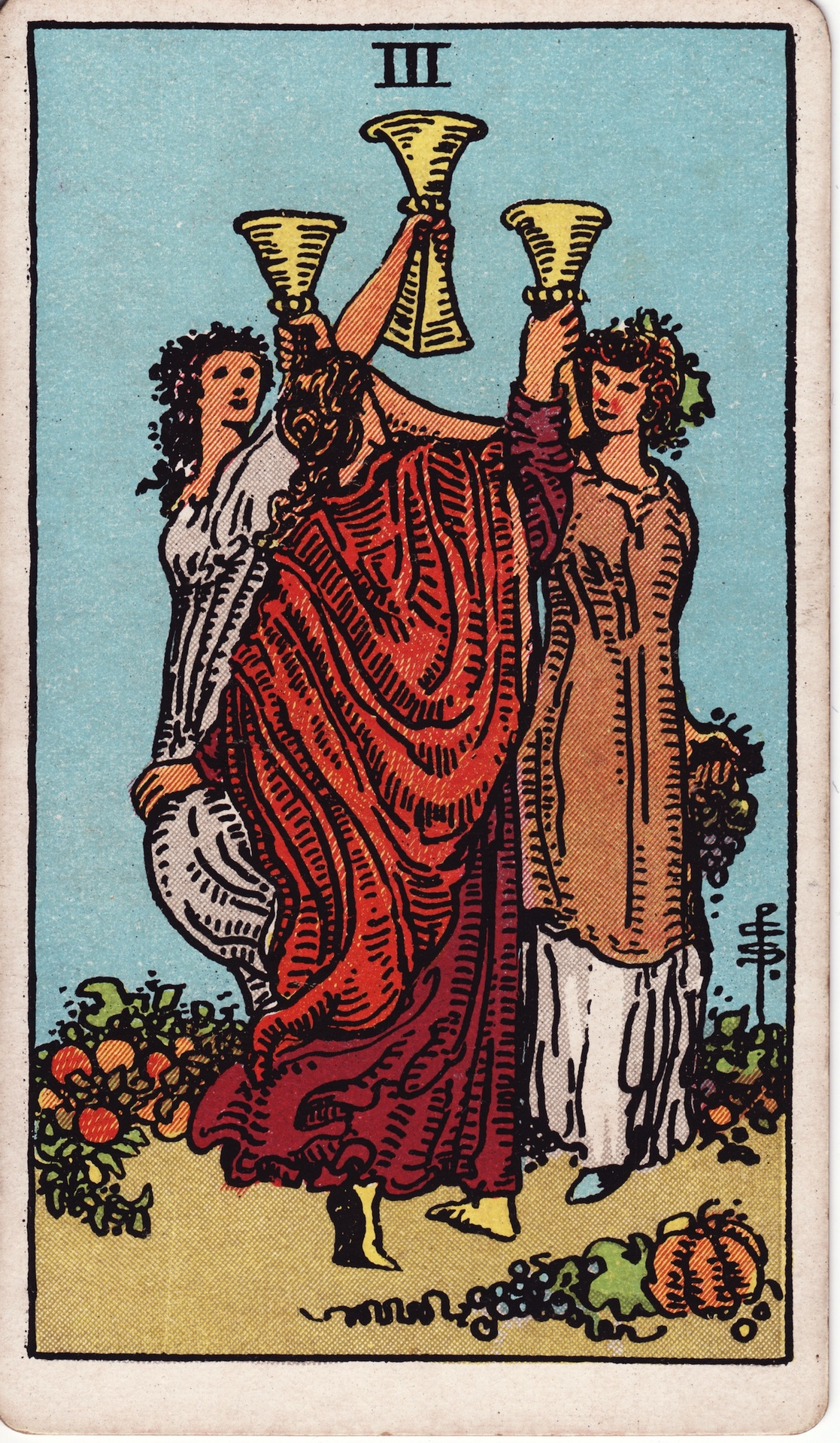
3
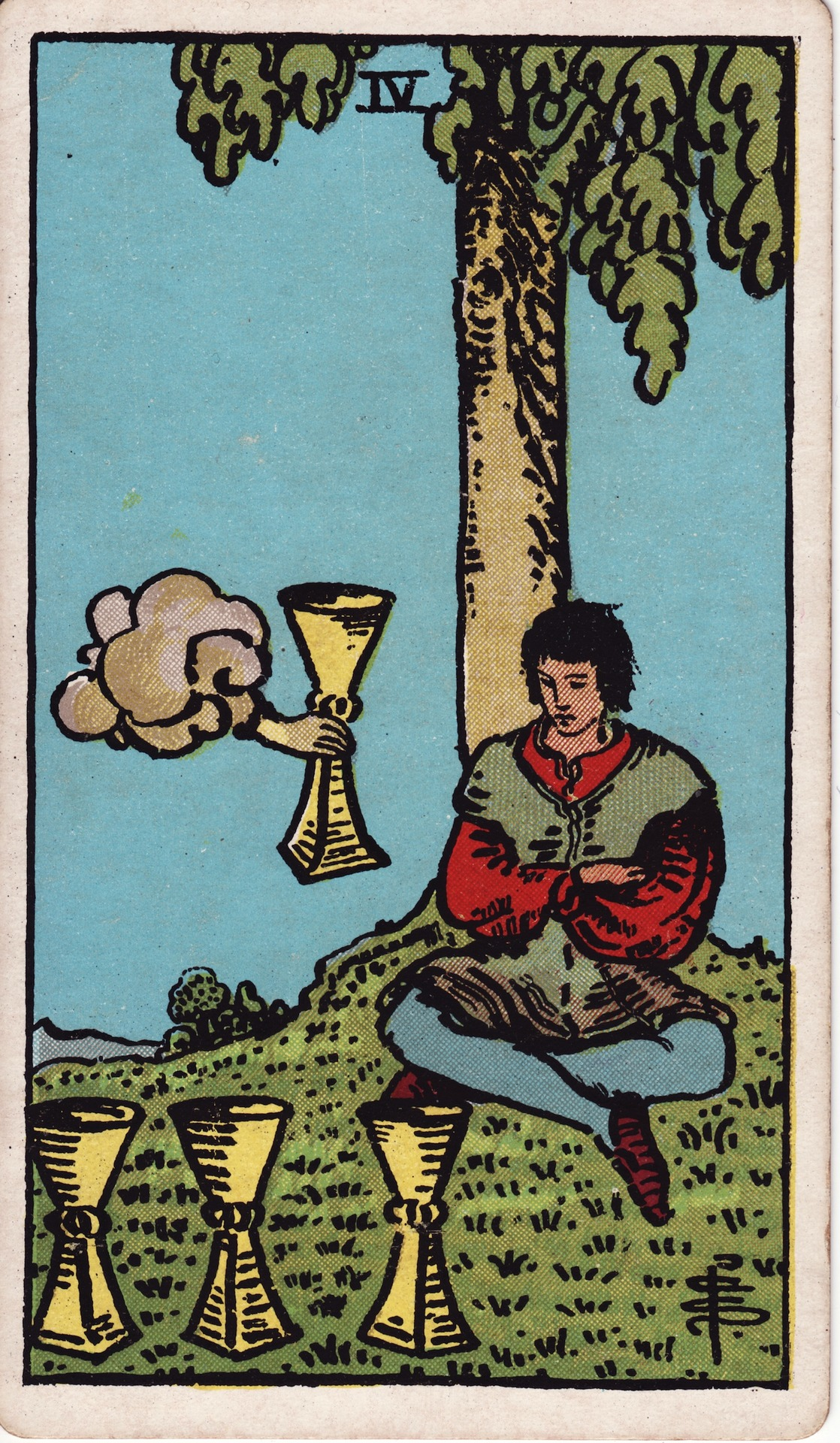
4
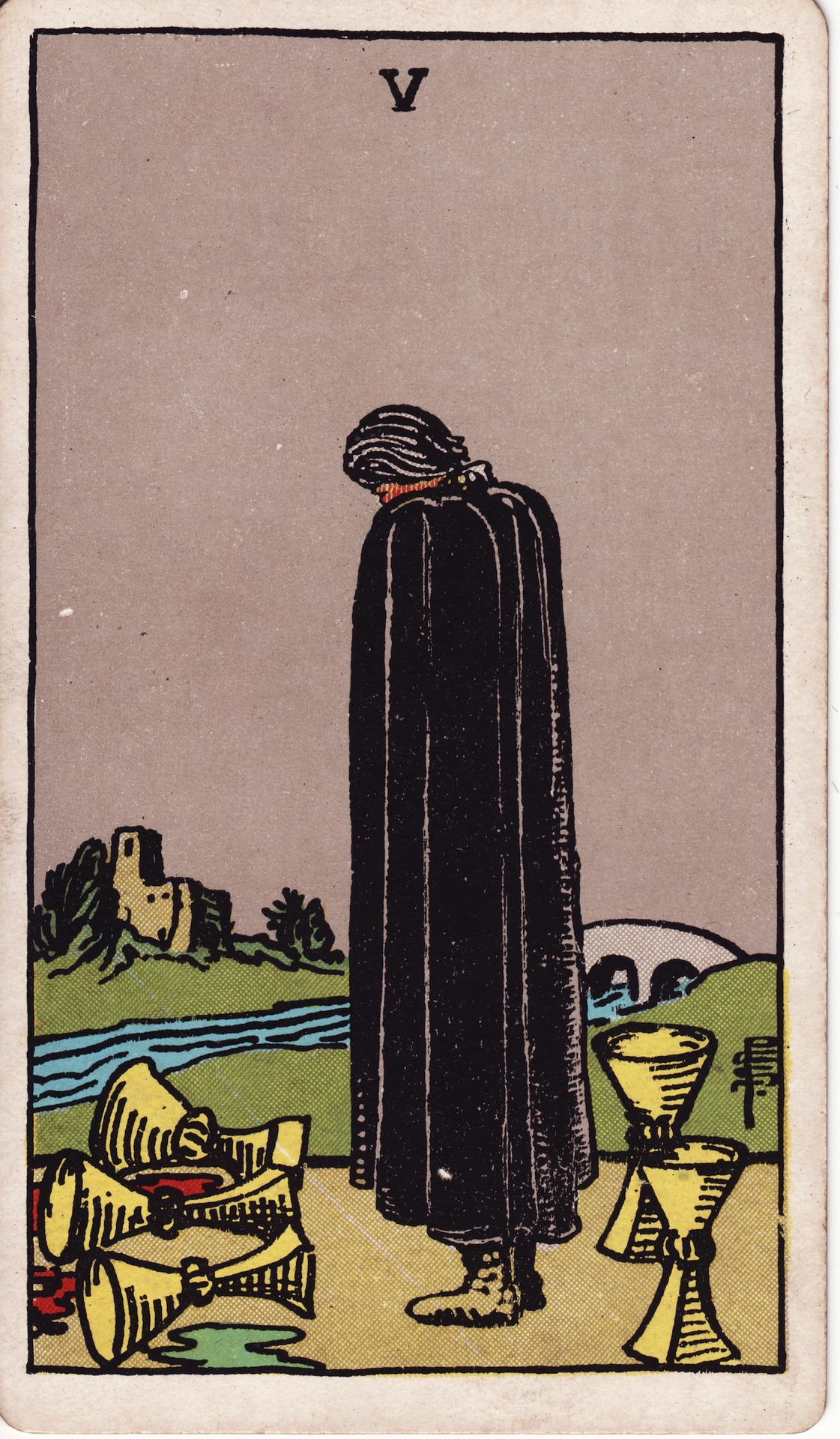
5
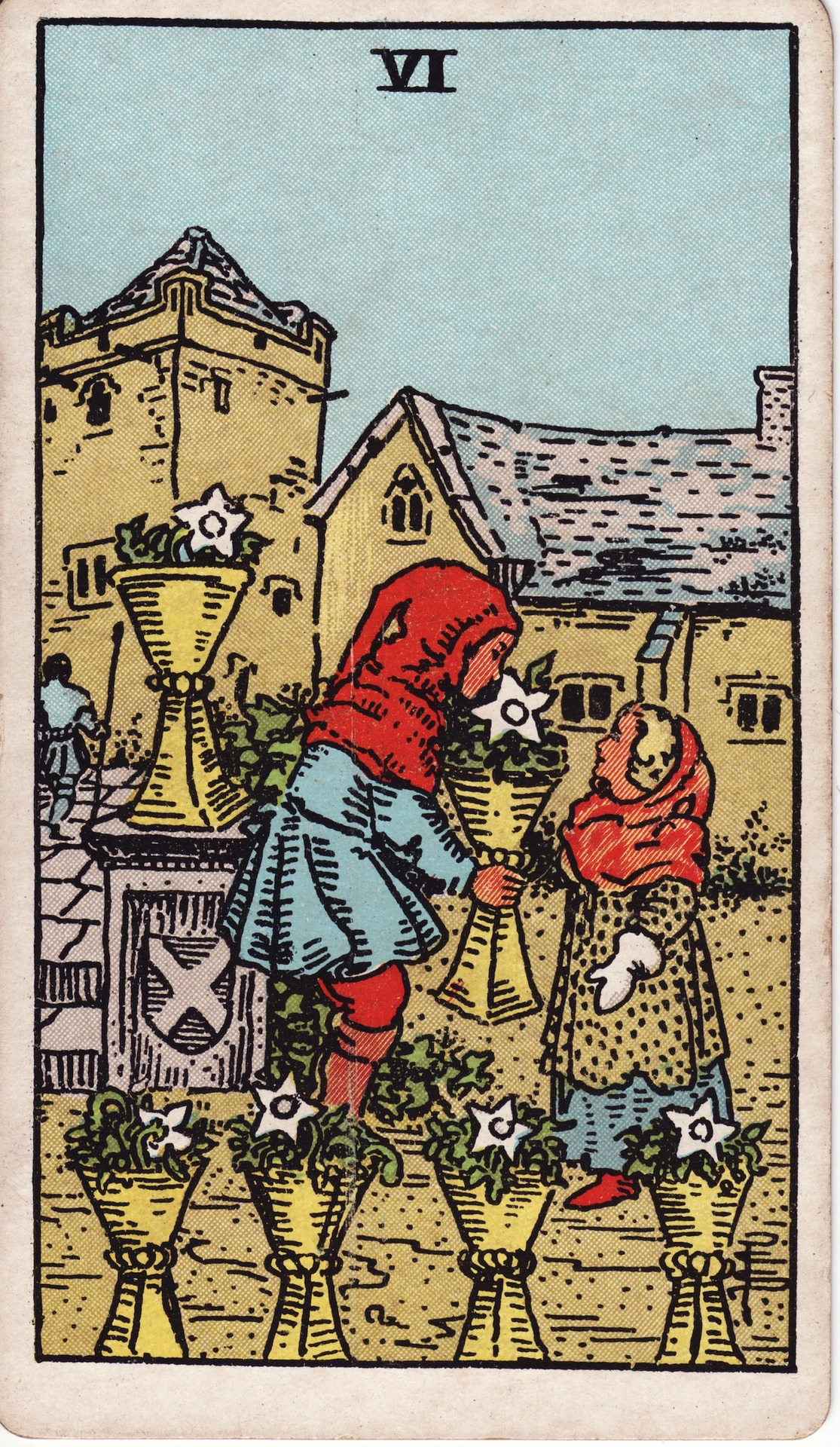
6
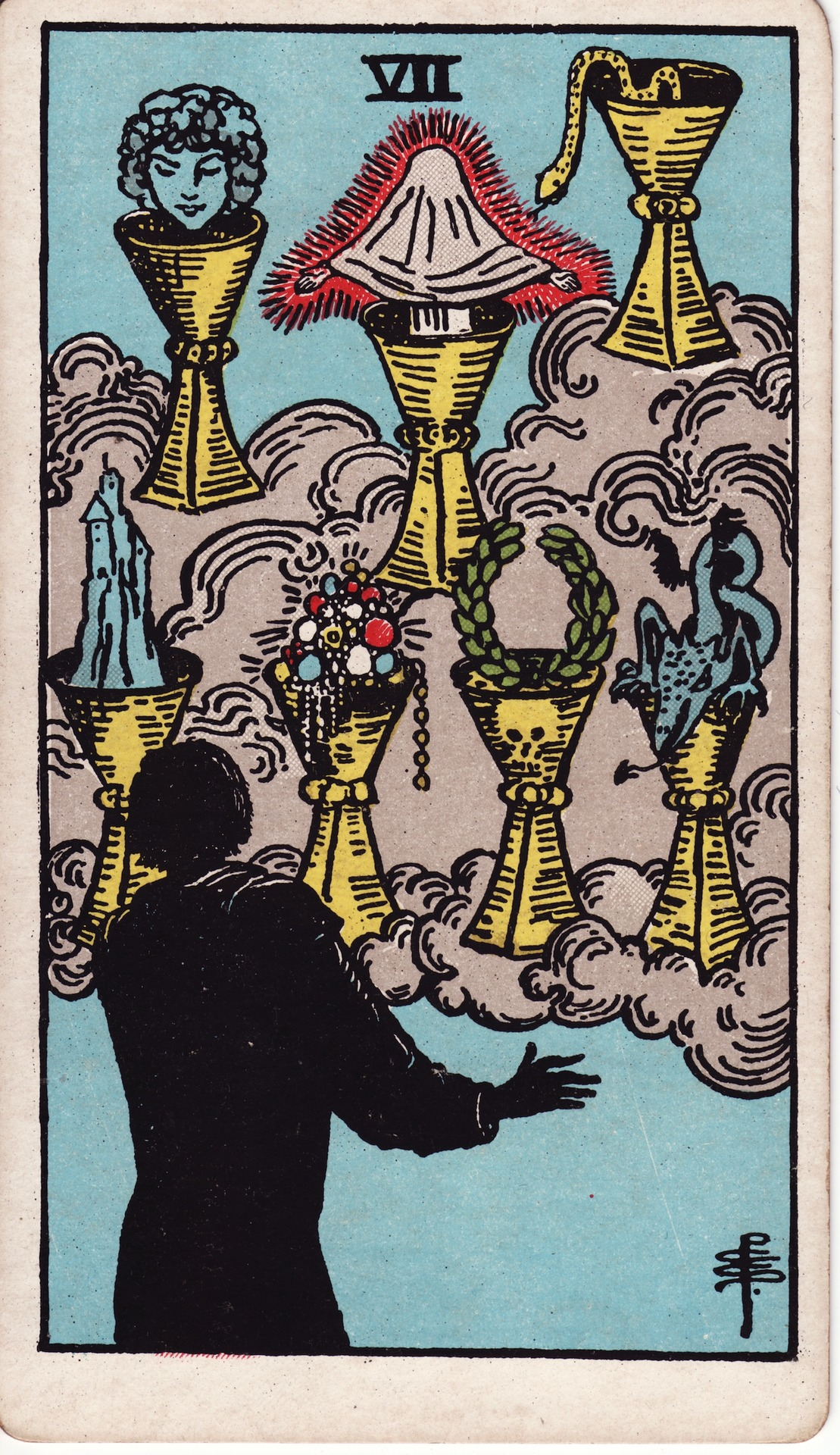
7
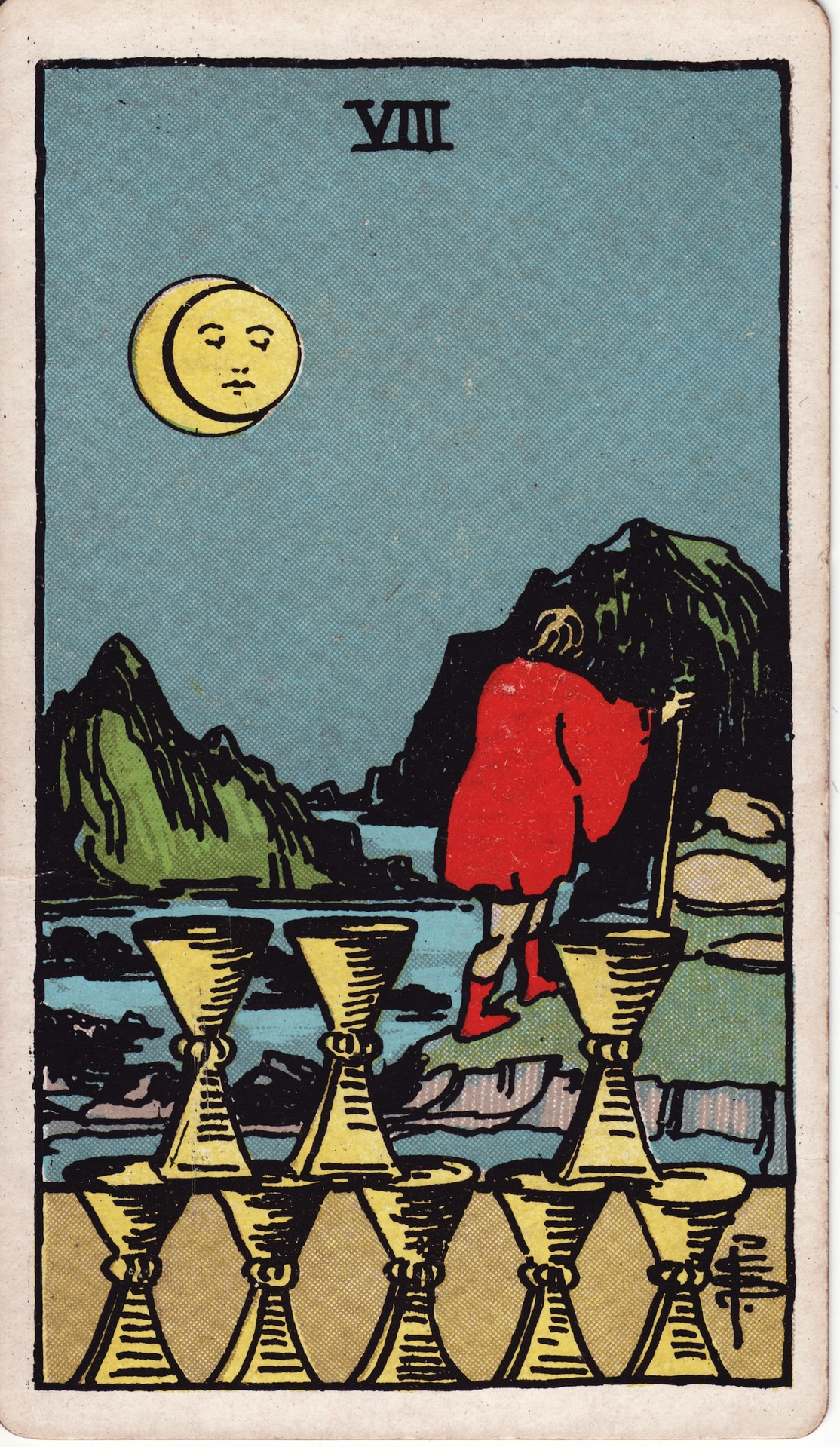
8
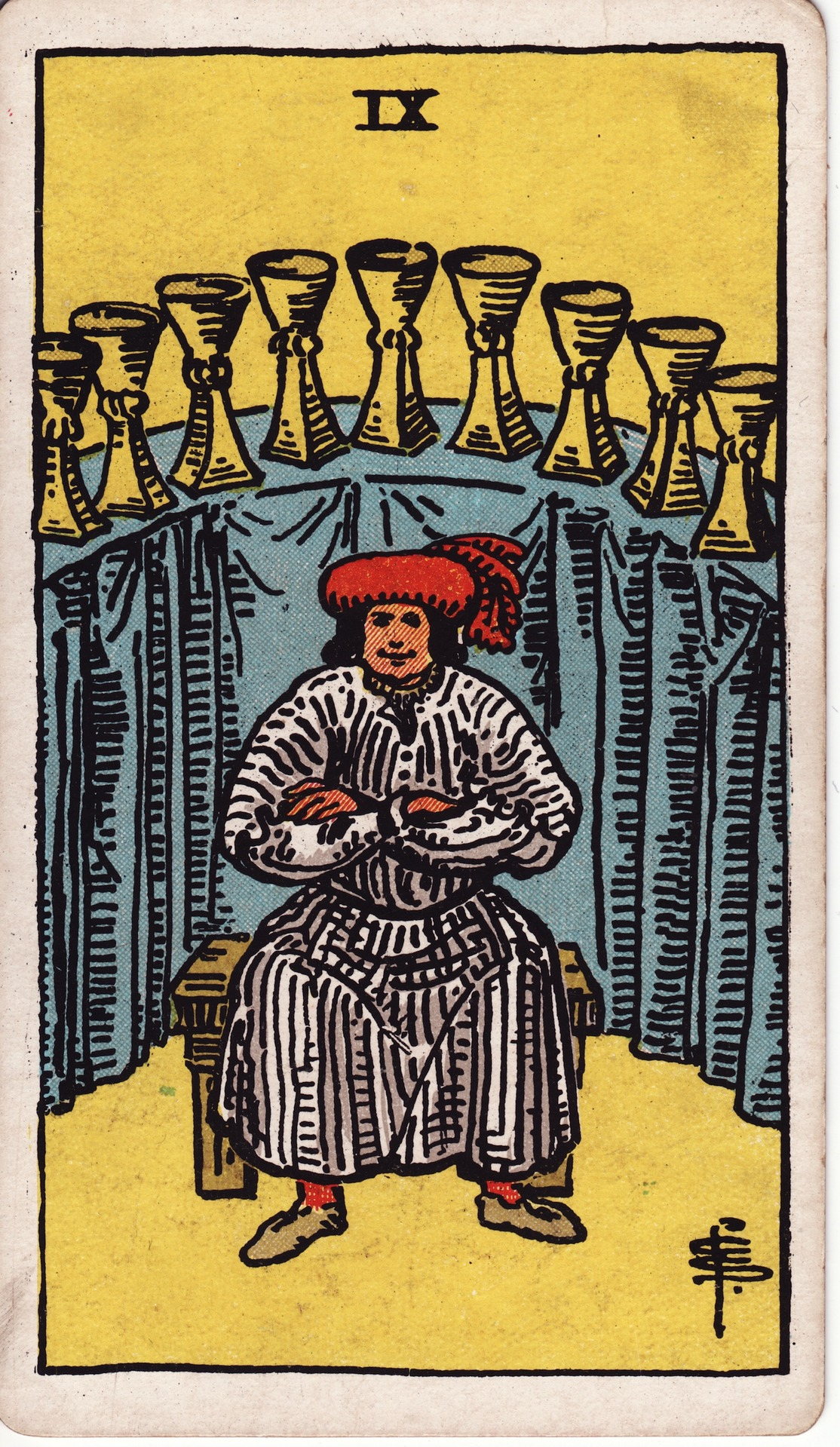
9
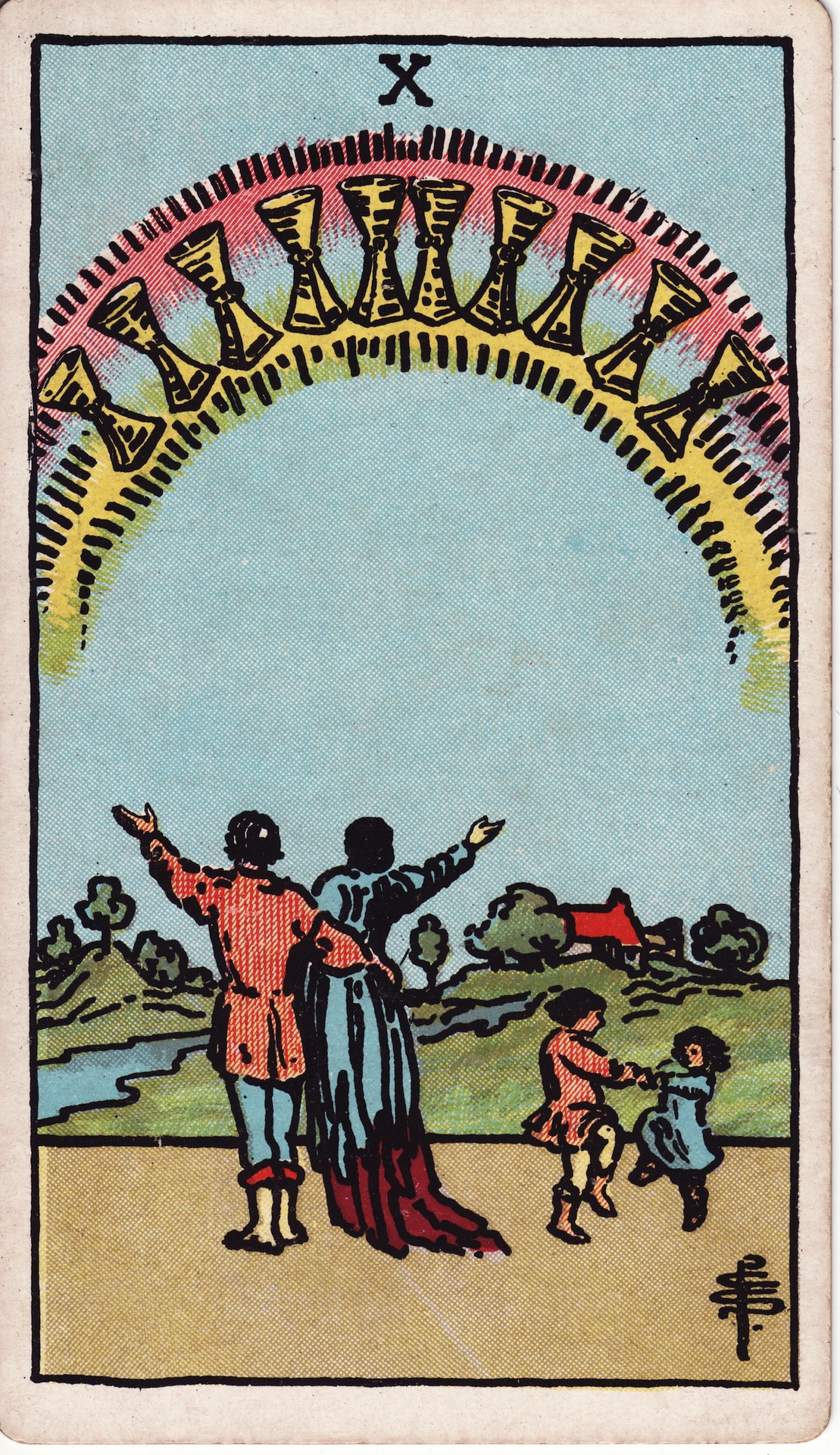
10
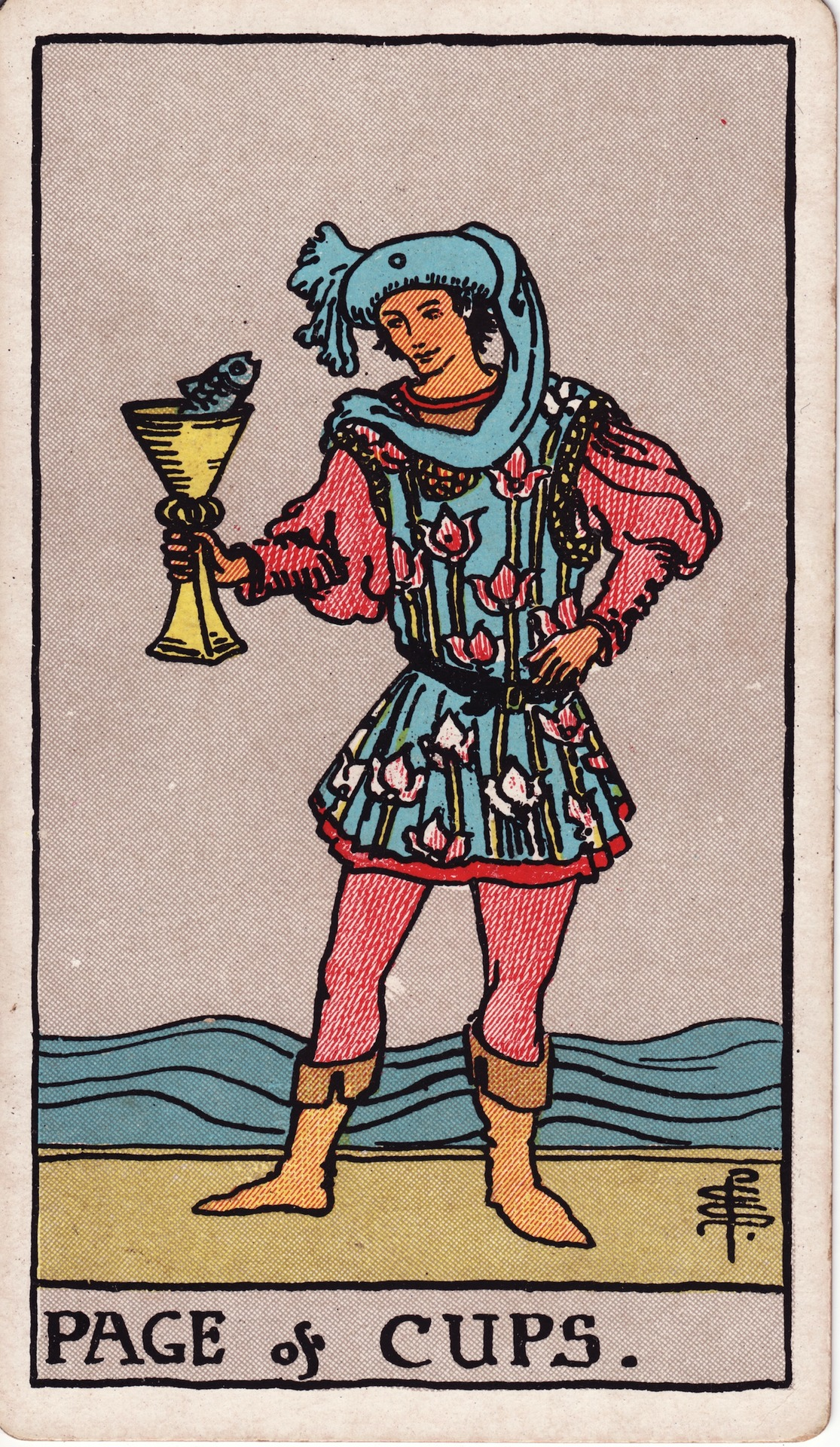
ペイジ
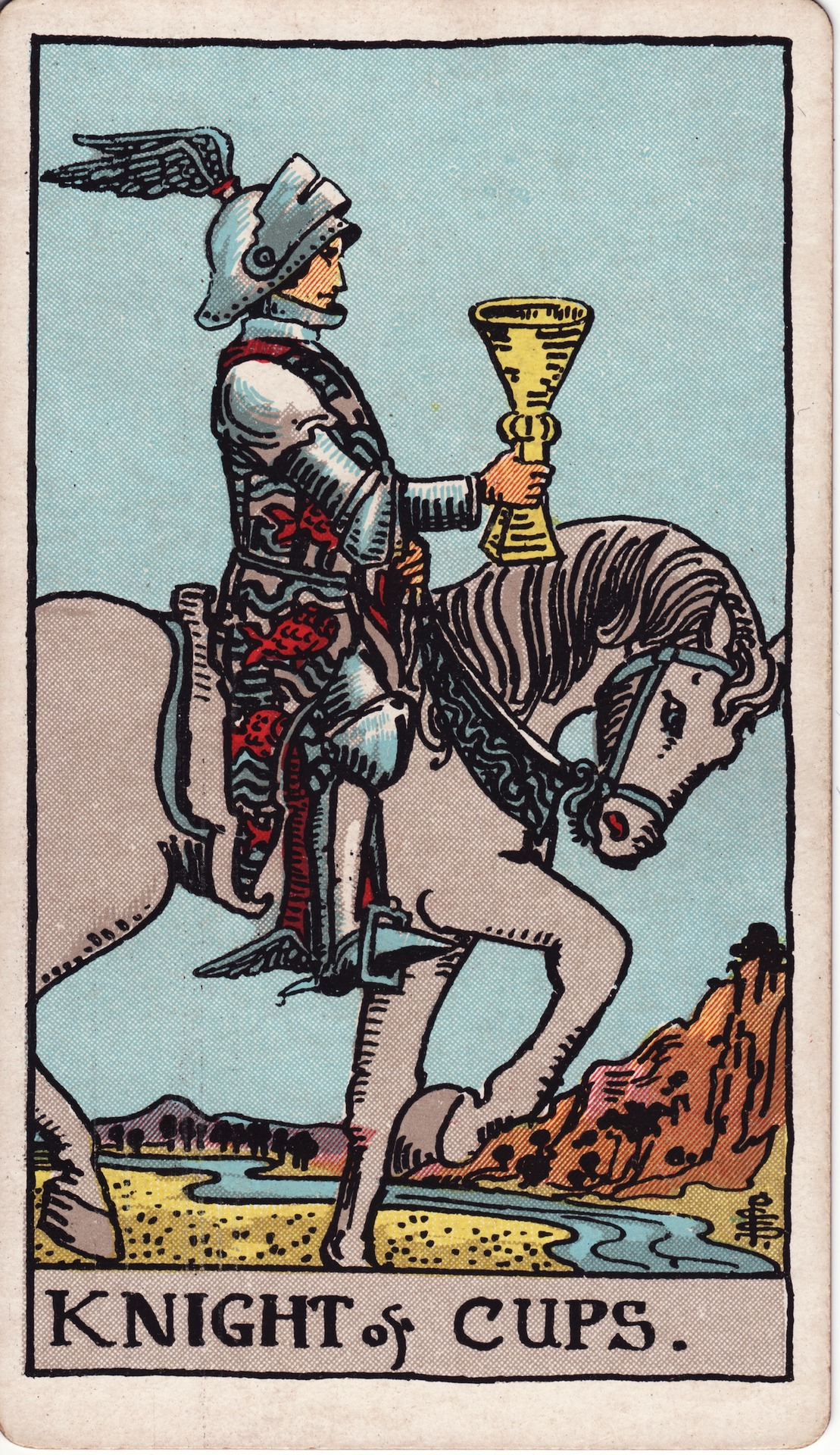
ナイト
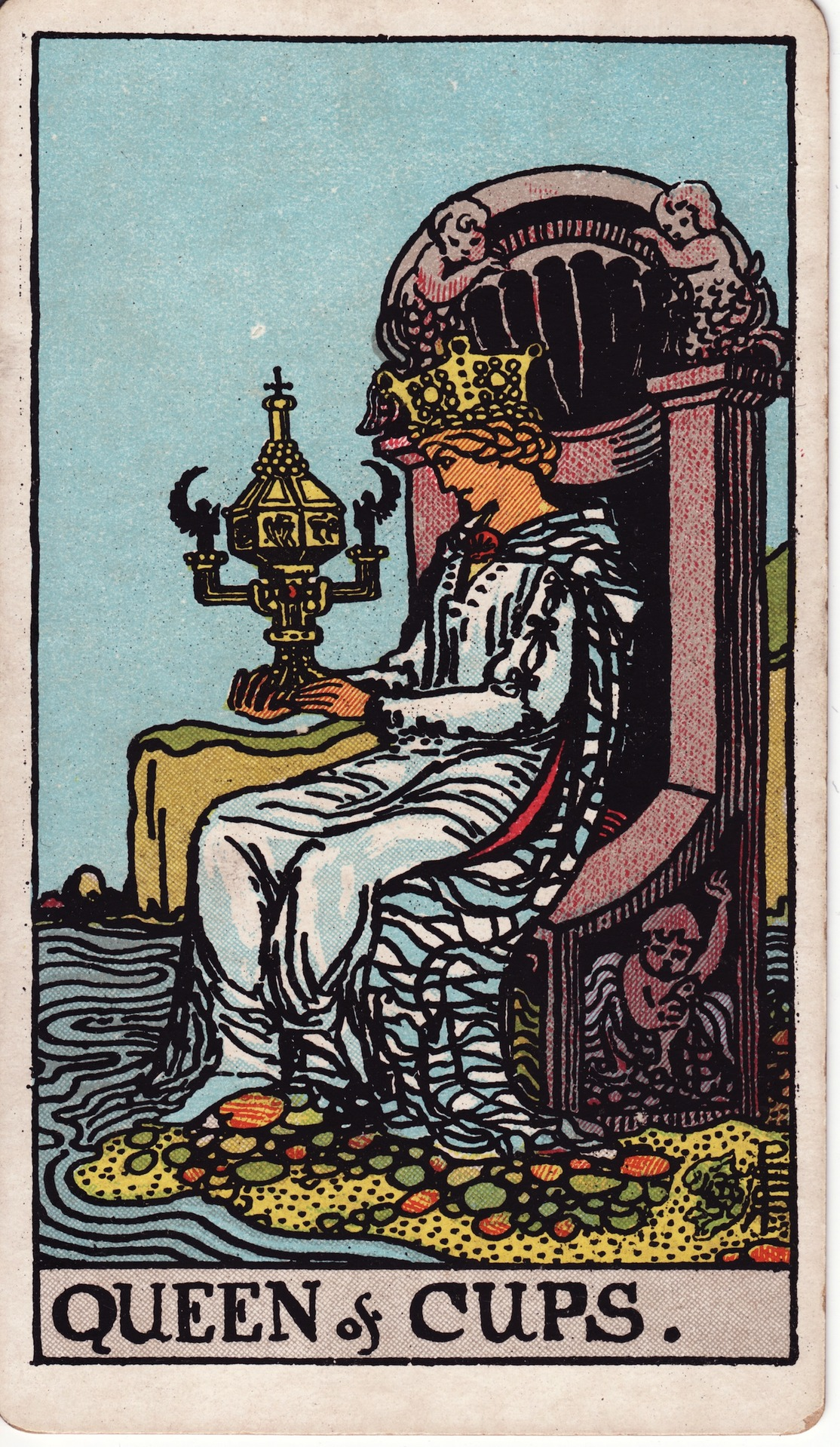
クイーン
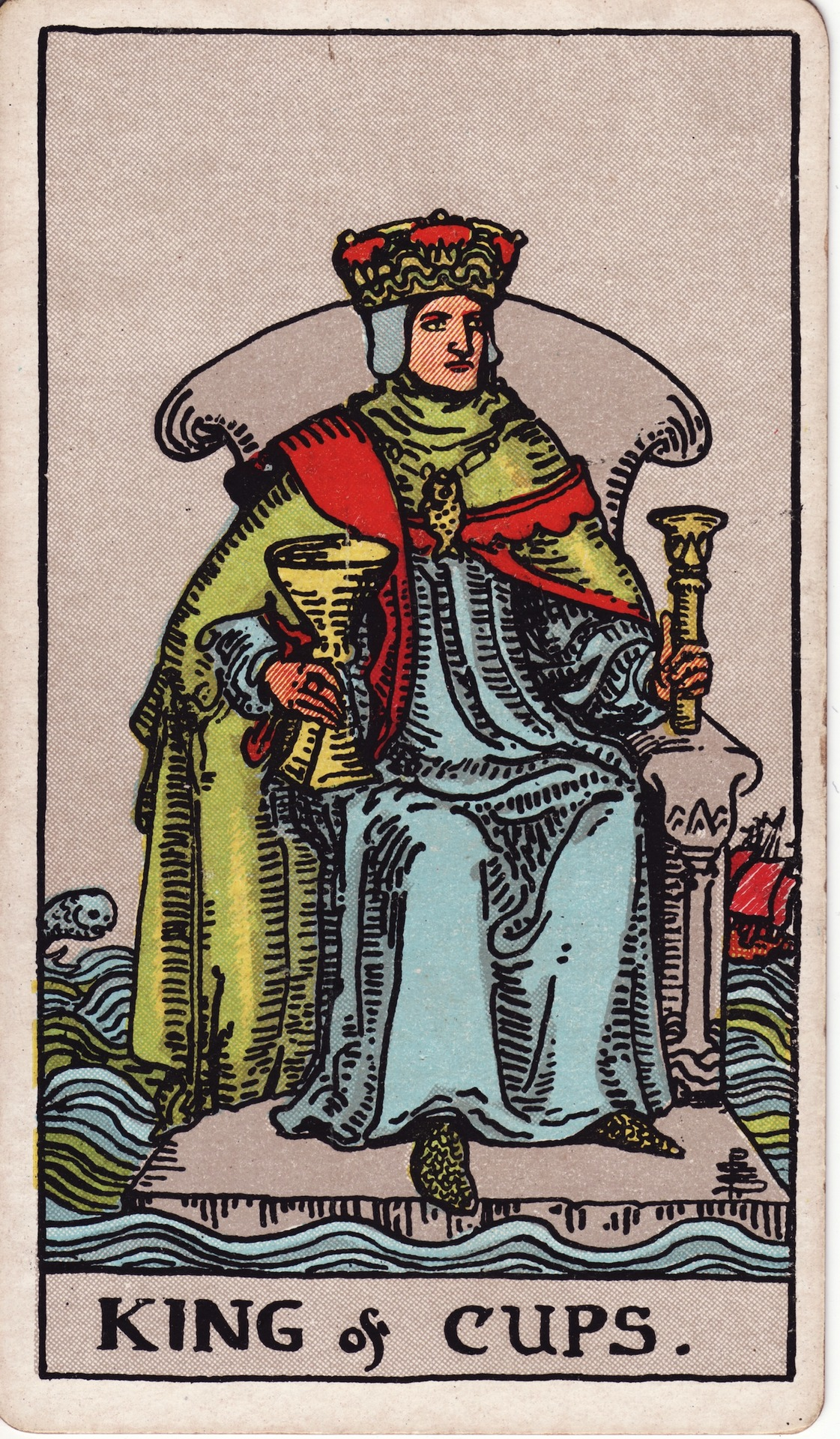
キング

## ウェイト版の寓意画の解釈
ウェイト版タロットでは、何かしらの意味を持った寓意画が各番号で描かれている。一般的な解釈は以下の通り。
カップ全般
カップは水を入れる容器であり、その水は人間の感情の揺らぎや生命の豊かさの象徴である。大アルカナの節制や星にも出ており、調和を意味することもある。また、「聖杯」という言葉からもわかるように、大事な儀式や婚礼でも使われてきたものである。
1
雲から出た右手が1つのカップを持っている。そこからは、水が噴水のように噴き出、下の水面へと流れている。
カップからあふれる水は、自己の外に向けての感情を示している。カップの上の聖体やハトはそれが神聖なものであることを意味している。また、流れる水はまっすぐであり、静かな水面に流れていることから、平穏で実直な感情を比喩している。
2
1つずつカップを持った2人の男女が向き合っている。
描かれている男女は単純なコミュニケーションの最中とも、恋愛関係にあるともいえる。間にあるケーリュケイオンから、その関係は順調であることが窺える。背景の町とは境界線があり、これが2人が隔離された関係にあることを暗示している。
3
3人の女性が、囲みあってカップを上に掲げている。
さながらそれは乾杯しているようにも見え、地面に実った作物や、3人が出会えたことへの喜びや感謝を表している。その足取りから、ステップを踏んでいるようにも見え、3人が健康であり、陽気な性格であることを示している。
4
木のそばであぐらをかいている男性が、3つのカップを前に腕組みをしている。傍らではもう1つのカップが雲から差し出されている。
男性の視点はカップに向かれているが、その表情から、これだけでは足りず何か不満があるようである。そんな中、雲、すなわち天から差し出されたカップには気づいておらず、せっかくのチャンスをふいにしてしまいそうである。彼は視点が狭く、現実にしか目を向けられていないともいえる。
5
黒い装束の人物が、後ろを向いてうなだれている。地面の5つのカップは、2つは立っているが、残りの3つは転がっている。
精神世界において、左は過去、右は未来を示している。男性は左を向きそこには倒れたカップしかないことから、過去に対して悲しみに暮れていることが暗示される。背後のまだ立っているカップは、希望の未来が示されているが、振り向いてそれに気づくかは彼次第である。
6
年上の子供が、花を生けたカップを少女に渡している。
この二人は、この場面で再会したとも、別れなければならないとも捉えられる。描かれているのは子供であることから、ここが自らの原点であることを暗示している。他のカードに描かれているのが大人であることから、これが過去の思い出であるとし、大人になった時にそれに浸っているとも考えられる。
7
男性の顔・布・蛇・月桂樹など様々なものが乗った7つのカップが、1人の人物の前に現れている。
7つのものは現実世界にある魅力的なものである。しかし、その中の1つである布には、何かが隠されているようで、光り輝いている様子からも、この人物が一番必要なものであると考えられる。しかし、他の6つの誘惑に負けそうになり、迷っていることも事実である。また、これらが雲の上にあることから、まだ今では届かない、理想的なものであるともいえる。
8
月が出る中、一人の男性がマントを羽織り、右側に行こうとしている。手前には積み重なった8つのカップがある。
右方向は未来の象徴であり、川を渡り切った直後であることから、彼が未来への第一歩を踏み出したと考えられる。手前にあるカップらは過去の未練や重荷になっていたものに比喩され、彼が心機一転している様子が窺える。しかし、行先の山は険しく、新たな困難が待ち構えているかもしれない。
9
9つのカップを背にしてどっしりと構えた人物が描かれている。
カップらは彼の所有物であり、笑顔の表情からも、彼がこれに満足している様子が表れている。カップと人、それと幕以外には何も描かれていないことからも、彼が他のものには興味がなく、現状に喜んであることが窺える。
10
虹のように架かった空の10個のカップの下に、家族が描かれている。
虹は奇跡の象徴であり、天空にある様子はさながら未来を示しているようである。それを見た夫婦は手を上げ、その子供たちは輪を描いて踊っている。これらから、家族が幸せであることと、未来が安泰であることを直に示している。
ペイジ
カップを手に持った青年が、そこから顔をのぞかせている魚と目を合わせている。
背景の海は「母なる海」という言葉かあるように霊的な力と生命力を暗喩する。青年はいたずらそうな瞳で魚を見ており、彼は魚に強い関心を寄せている。いたずらそうなその瞳には、彼の中にまだ幼さが残っていることを表している。
ナイト
カップを持った騎士が、白馬に乗ってゆっくりと歩みを進めている。
馬は頭を垂れており、これは騎士の誠実さ・優しさを表している。立ち止まらず、ゆっくりと前進する様子は、彼が突発的な行動を避け、分析的な行動を好むことを表している。右側の山は彼の目標を表しており、行動が間もなく完了することを予感させる。
クイーン
装飾がされたカップを見つめ、水辺の椅子に座る女王が描かれている。
女王の服の裾は水に触れており、大地と水、2つの大きなものを同時に受け入れる包容力を持っていることが窺える。カップを見つめるその眼には真剣さがあり、まるでカップの価値を見定めているようである。このことから、鋭い美的センスも持っていることが予想される。
キング
周りを水に囲まれた中、椅子に鎮座する王が描かれている。
王の表情や姿勢はゆったりとしており、穏やかな気持ちでいることを表している。このことは、海を連想させる水や王という立場とも相まって、非常に寛大な心を持っていることを示唆させる。一方で、波に揺られて動くこの椅子は、彼の行くままの人生を自身が受け入れているとも考えられる。